# العظم الأولي
العظم الأولي هو أول نسيج عظمي يظهر أثناء التخلق المضغي وعند إصلاح الكسور الصغيرة. ويتميز هذا العظم بموضعه العشوائي بالنسبة لألياف الكولاجين. ويحل محل هذا النسيج في معظم الأماكن نسيج ثانوي عظمي آخر باستثناءات بسيطة مثل الأماكن القريبة من دروز الجمجمة أو سنخ السن. وتحتوي العظام الثانوية على عدد أقل من الخلايا العظمية لذا يكون اختراق العظم الأولي أسهل من غيره باستخدام الأشعة السينية.